# 라그하임
라그하임(영어: Laghaim)은 나코인터랙티브가 제작한 MMORPG로서, 서기 2357년 오염된 지구에서 탈출한 50만 명의 인류가 7년간의 우주여행 끝에 새로운 별 '뉴어스' 정착한 뒤, 외계종족들과 전투를 벌이며 생존해 간다는 내용을 바탕으로 제작된 게임이다.
국내 최초의 360도 시점 전환이 가능한 Full 3D로 제작된 MMORPG이며, 2002년 정식 서비스를 시작으로 20년째 서비스되고 있다.

## 사양정보
|             | 최소 사양                       | 권장 사양                       |
| ----------- | ------------------------------- | ------------------------------- |
| 운영 체제   | Windows7                        | Windows 10                      |
| CPU         | Intel 코어 i3 / AMD 라이젠 3    | Intel 코어 i5 / AMD 라이젠 5    |
| 주 메모리   | 4 GB                            | 8 GB                            |
| 그래픽 카드 | Radeon R7 360 / Geforce GTS 450 | Radeon RX 560 / Geforce GTX 760 |
| 하드 디스크 | HDD / 10G 이상의 여유공간       | SSD / 20G 이상 여유공간         |